# SN 1939B
SN 1939B – supernowa typu I odkryta 1 maja 1939 roku w galaktyce NGC 4621. Jej maksymalna jasność wynosiła 12,30m.